# 西八幡 (甲斐市)
西八幡（にしやはた）は、山梨県甲斐市の大字。旧中巨摩郡竜王町西八幡、旧玉幡村、人口は9,849人、世帯数は4,312世帯（2022年6月現在）。面積は3.43 km²。

## 地理
甲府盆地の中央、甲斐市の南に位置し、甲斐市竜王・篠原・玉川、昭和町西条新田、釜無川を介して南アルプス市上今諏訪・下高砂が隣接する。

### 西八幡の自治会
西八幡には以下の自治会が置かれている。
- 上八幡区
- 中八幡区
- 下八幡1区
- 下八幡2区
- 下八幡3区
- 玉幡新田1区
- 玉幡新田2区
- 月林区
- 南区

## 歴史
- 2004年（平成16年）9月1日 - 中巨摩郡竜王町が同郡敷島町、北巨摩郡双葉町と合併したことにより[4][5]、中巨摩郡竜王町西八幡から甲斐市西八幡に変更される[5]。

## 世帯数と人口
2022年（令和4年）6月現在（甲斐市発表）の世帯数と人口は以下の通りである。
| 大字   | 行政区      | 人口    | 世帯数    |
| ------ | ----------- | ------- | --------- |
| 西八幡 | 全域        | 9,849人 | 4,312世帯 |
| 西八幡 | 上八幡区    | 977人   | 416世帯   |
| 西八幡 | 中八幡区    | 2,229人 | 927世帯   |
| 西八幡 | 下八幡1区   | 796人   | 374世帯   |
| 西八幡 | 下八幡2区   | 1,924人 | 831世帯   |
| 西八幡 | 下八幡3区   | 786人   | 353世帯   |
| 西八幡 | 八幡新田1区 | 1,247人 | 567世帯   |
| 西八幡 | 八幡新田2区 | 701人   | 327世帯   |
| 西八幡 | 月林区      | 513人   | 174世帯   |
| 西八幡 | 南区        | 447人   | 189世帯   |

## 施設
- 釜無川スポーツ公園
- 山梨県警察学校
- 玉幡公園（Kai・遊・パーク）

## 教育

### 中学校
西八幡には、甲斐市立玉幡中学校がある。

### 小学校
西八幡には、甲斐市立玉幡小学校がある。

### 幼稚園・保育園・こども園
西八幡には、甲斐市立竜王中央保育園、玉幡保育園などがある。

### 小・中学校の学区
市立小・中学校の学区（校区）は以下の通りである。
| 大字   | 行政区                                              | 小学校               | 中学校             |
| ------ | --------------------------------------------------- | -------------------- | ------------------ |
| 西八幡 | 上八幡区、中八幡区、下八幡1区、下八幡2区（一部）    | 甲斐市立玉幡小学校   | 甲斐市立玉幡中学校 |
| 西八幡 | 下八幡3区、南区                                     | 甲斐市立竜王南小学校 | 甲斐市立玉幡中学校 |
| 西八幡 | 下八幡2区（一部）、八幡新田1区、八幡新田2区、月林区 | 甲斐市立竜王西小学校 | 甲斐市立玉幡中学校 |

## 交通

### 道路

#### 県道
- 県道5号甲府南アルプス線（アルプス通りを含む3路線全線）
- 県道25号甲斐中央線
- 山梨県道116号臼井阿原竜王線